# Teoria econòmica
Una teoria econòmica és un conjunt d'hipòtesis que pretenen reproduir aspectes d'una realitat econòmica i els teoremes obtinguts a partir d'elles mitjançant càlculs lògics. Un dels objectius últims de les diferents teories econòmiques és modelar un escenari on es maximitzen els beneficis de la societat com a conjunt. En la teoria econòmica actual es distingeixen dos formes d'anàlisis principals: la microeconomia i la macroeconomia.